# Попов, Алексей Дмитриевич
Алексе́й Дми́триевич Попо́в (12 [24] марта 1892, Николаевск — 18 августа 1961, Москва) — русский и советский театральный режиссёр, актёр и педагог, теоретик театра; народный артист СССР (1948); доктор искусствоведения (1957), лауреат трёх Сталинских премий (1943, 1950, 1951). Отец Андрея Попова.
Начав свою карьеру в качестве актёра, Алексей Попов, непосредственный ученик К. Станиславского и Вл. Немировича-Данченко, в 1918 году покинул Художественный театр, отправился в провинцию, чтобы найти свой путь в режиссуре, и нашёл его в синтезе школ, казавшихся непримиримыми, — Вл. Немировича-Данченко, Евг. Вахтангова и Вс. Мейерхольда.
Работая в Театре имени Е. Вахтангова (1923—1930) и в Театре Революции (1931—1935), Попов создал ряд спектаклей, вошедших в историю советского театра; он считается фактическим создателем Центрального театра Красной армии, который возглавлял в 1935—1958 годах. Так или иначе на его творчестве сказались все трагические события XX века.
Режиссура для Попова всегда была неотделима от педагогики; как режиссёр он раскрыл дарования многих известных артистов; в 1935—1961 годах преподавал мастерство режиссуры в ГИТИСе; среди его многочисленных учеников были и такие выдающиеся, как Георгий Товстоногов и Анатолий Эфрос. Теоретические работы Попова, посвящённые мастерству актёра и режиссёра, не утратили своего значения и в настоящее время.

## Биография

### Ранние годы
Алексей Попов родился в Николаевске Самарской губернии (ныне Пугачёв Саратовской области) и был младшим из троих детей. Некоторое время семья жила в Самаре, где отец, Дмитрий Васильевич, работал кондитером на конфетной фабрике, а мать, Параскева Ивановна, занималась домашним хозяйством, и в конце концов поселилась на окраине Саратова. После смерти отца младший сын оказался предоставлен самому себе, рос на улице, которую в зрелые годы вспоминал добрым словом: «Она, а не старая царская школа, пробудила во мне жажду к знанию и любовь к искусству». Так, на улице он познакомился с пожилым художником Дмитрием Малеевым (как выяснилось позже, бывшим народовольцем), который приобщал мальчишек к изобразительному искусству, — увлечение живописью Попов пронёс через всю жизнь.
На улице Попов приобщался к политике: во время Русско-японской войны, прогуливая школу, продавал газеты — делился с горожанами «последними известиями с театра войны». Улица познакомила Попова с ярмарочными и пасхальными балаганами, единственным в то время общедоступным зрелищем. Эти балаганы — так же, как у Всеволода Мейерхольда и Александра Бенуа, — стали прологом его страстного увлечения театром. Когда на окраине города открылся театр «Общества народной трезвости», роль зрителя очень скоро перестала удовлетворять Попова, он поступил статистом в городской театр; участвуя летом в дачных любительских спектаклях, впервые, в свои 16 лет, выступил в качестве режиссёра и декоратора.
В 1909 году Попов окончил четырёхклассное училище и устроился чертёжником на Рязано-Уральскую железную дорогу. Он поступил в любительскую труппу при «Клубе приказчиков», которой руководил известный на Волге актёр Александр Правдин; но наставник отговаривал Попова от актёрской стези: «Бегите от театра. Это чума. Театр искалечит вашу жизнь, сделает несчастным человеком». Правдин, по воспоминания Попова, утверждал, что театральная среда насквозь фальшива, в ней обитают люди с непомерным самолюбием и искалеченной психикой, и в конце концов, уступив его уговорам, Попов поступил в Казанскую художественную школу. Высокий, худой, нескладный и застенчивый, с большими рабочими руками — он мало походил на актёра, напоминал даже, по словам Неи Зоркой, комических персонажей из ранних рассказов А. Чехова. Но жить без сцены Попов уже не мог; он решил «войти в театр не просителем, а человеком независимым, работником, в котором будут нуждаться» — художником-декоратором; со временем можно будет стать и актёром.
На 10 рублей в месяц, которые присылал Попову старший брат Александр, жить приходилось впроголодь; совмещать учёбу с работой в местном театре в качестве капельдинера оказалось невозможно; на третьем году обучения Попов «настолько устал и оголодал», что решил искать более прямой путь на сцену. С кистью и карандашом Попов не расставался никогда, и до последних дней лучшим отдыхом для него были выезды за город на этюды, но в 1912 году он оставил школу и вернулся домой, чтобы отправиться в Москву и там стать актёром.

### Художественный театр (1912—1918)
Мечта о Художественном театре зародилась ещё в 1909 году, когда в витрине саратовского фотоателье Попов увидел фотографию Василия Качалова: «благородное, умное и одухотворённое» лицо актёра, похожего скорее на молодого учёного, только одетого с необычным для учёных вкусом, стало для Попова олицетворением неведомой высокой культуры.
Актёр московского Театра Корша Н. Щепановский, к которому Попов обратился за протекцией, посоветовал ему поступить именно в МХТ: там каждый год принимают на работу несколько сотрудников, они участвуют в массовках, но с ними занимаются, их воспитывают и при этом платят небольшое жалованье.
В октябре 1912 года, пройдя сложный отбор, Попов был принят в МХТ. Не прошло и года, как он получил уведомление об отчислении от того же самого Вл. Немировича-Данченко, благодаря которому был принят. Но, к счастью для начинающего актёра, у МХТ было два руководителя — Станиславский его восстановил; а роль слуги Василия в «Мысли» Леонида Андреева убедила в его актёрских способностях и Немировича-Данченко.

#### 1-я Студия

Алексей Попов в роли Калеба Племмера («Сверчок на печи», 1-я студия МХТ, 1914—1918)

С 1913 года Попов занимался в 1-й Студии МХТ, созданной Станиславским годом раньше для молодых актёров. Здесь его коллегами оказались Михаил Чехов, Алексей Дикий и Евгений Вахтангов, делавший первые шаги в режиссуре. Начать Попову пришлось с роли второго стражника в «Гибели „Надежды“» Германа Гейерманса. Довольный этим первым опытом студийцев, Станиславский в своих заметках для руководителя Студии написал: «А. Д. Попов. Как актёр не выявлен. Прекрасно читает. Деятелен. Корпоративен». Станиславский высоко ценил корпоративность, но в Студии Попову удалось наконец проявить себя и как актёру, играя Дантье в «Гибели „Надежды“», Норлинга в «Потопе» Х. Бергера, Калеба в спектакле, ставшем визитной картой 1-й Студии, — «Сверчок на печи» по повести Чарльза Диккенса и особенно любимого им дьякона, страдающего алкоголизмом, в «Неизлечимом» по Глебу Успенскому.
Одновременно Попов участвовал и в собственном проекте Вахтангова — Мансуровской студии, позже превратившейся в 3-ю Студию МХАТ. Заметив в образах, созданных Поповым, «режиссёрский рисунок» — подспудное влечение к режиссуре, Вахтангов предложил ему вести в Мансуровском переулке, где бо́льшую часть коллектива составляли студенты университета, педагогические занятия на материале «Незнакомки» А. Блока. На вопрос Попова, почему предложение сделано ему, несмотря на отсутствие опыта, Вахтангов ответил: «…Мне, Алёша, нужны ищущие, а не опытные. Вы умеете увлекаться и заражать других. Вы неспокойный и неудовлетворенный». Первыми учениками Попова стали Юрий Завадский, Борис Захава и Павел Антокольский.
В 1915 году Попов начал сниматься в кино, хотя руководители МХТ не одобряли увлечение актёров кинематографом, как не поощряли и любую другую их работу на стороне. Но молодые актёры нуждались в заработке — ещё сильнее, чем в популярности, — а гонорары на кинофабриках были в те годы во много раз выше театрального жалованья. Студийцы не только снимались в кино, но и сами создавали фильмы; перенесли на экран свой спектакль «Сверчок на печи». Попов репетировал в МХТ Смердякова, но восстановление спектакля «Братья Карамазовы» решили отложить, зато актёр 1-й Студии Виктор Туржанский снял по роману фильм — Попов сыграл-таки Смердякова, и успешно: фирма Александра Ханжонкова, в то время самая солидная, заключила с ним договор сразу на шесть картин.

### Годы странствий (1918—1923)
В 1913 году и в начале 1914-го газеты писали о волне самоубийств, захлестнувшей Россию; добровольный уход из жизни принимал характер эпидемии, массового поветрия и едва ли не моды, свидетельствуя о тяжёлом общественном недуге. Среди добровольно расставшихся с жизнью оказался и любимый старший брат Алексея Попова.
Пессимистические настроения, овладевшие значительной частью российского общества, отразились и на жизни театра, в том числе МХТ, который с 1906 года практически не выходил из кризиса: вдохновение первых лет незаметно уступало место рутине; основатели МХТ расходились во взглядах, репертуар в значительной мере отражал душевные метания одного из них, и труппа раскалывалась на сторонников Станиславского и сторонников Немировича; несмотря на все усилия Станиславского в области корпоративной этики, в театре складывалась иерархия, едва ли не более жёсткая, чем в других театрах. А самые талантливые из учеников, сначала Вс. Мейерхольд, а затем и Е. Вахтангов, всё дальше уходили от своих учителей.
Начавшаяся в августе 1914 года война не способствовала выходу из кризиса; одних актёров призывали в армию, другие, в том числе признанный «негодным» Попов, разрывались между театром и лазаретом, устроенным в доме на Тверской, где располагалась 1-я Студия: в свободное от спектаклей и репетиций время они дежурили при раненых и давали концерты для выздоравливающих.
Когда в 1917 году Алексей Попов решил расстаться с МХТ, у этого решения было несколько причин. В нём пробуждался режиссёр, но реализовать себя в этом качестве он не мог. Он наконец-то получил в МХТ заметную роль — Медведенко в новой постановке «Чайки»; но страсть к актёрству уже не была преобладающей. Другой причиной стало разочарование: пребывание в МХТ перестало его радовать.
Попов вспоминал, что первым чувством, которое он испытал, едва переступив порог Художественного театра, было «сострадание и обида за провинциальный театр». Романтический порыв — нести в провинцию ту высокую театральную культуру, к которой он сам приобщился в Москве, — был, возможно, главной причиной. В своих письмах основателям МХТ Попов писал: «В провинции, в особенности теперь, масса интересной, радующей работы. […] Если бы Вы видели, какой там недостаток в людях, Вы поверили бы, что я там буду полезен. В Москве из таких, как я, можно построить вторую Эйфелеву башню, а там даже я, такой зелёный, буду желанным и полезным».
Попова отпустили, не очень поверив в серьёзность его намерений и разрешив вернуться, когда захочет. Немирович-Данченко простился с беглецом сухо; Станиславский, болезненно переживавший уход молодых актёров, обещал ему и роли, и даже режиссуру, но уговорить не смог; прощаясь, написал на своей фотографии: «Милому идейному мечтателю Алексею Дмитриевичу Попову…».

#### Костромская студия
Попов отправился в Кострому, где он летом 1917 года отдыхал у родителей жены, где его уже знали и ждали, но утверждение сметы для финансирования студии оказалось для новой местной власти делом почти непосильным. Тем временем «Рабочее правление текстильных фабрик Вичугского района (бывш. Коновалова)» предложило «артисту-режиссёру» Попову возглавить рабочую студию в селе Бонячки, где Виктор Веснин, будущий президент Академии архитектуры СССР, завершал начатое до революции строительство Народного дома. Здесь, на временной клубной сцене в парке, Попов осуществил свою первую постановку — «Гибель „Надежды“».
Это был и первый его успех: спектакль зрителям нравился, и самодеятельная труппа гастролировала с ним по клубам в окрестностях Иваново-Вознесенска; а сам Попов десять лет спутя вспомнил эту труппу и этот спектакль в своём фильме «Крупная неприятность». Но роль руководителя давалась ему нелегко: «…Я слишком мягко разговариваю с людьми, — писал Попов жене, — и это истолковывается как недостаточная требовательность с моей стороны, и когда я это замечаю, то „хватаю через край“ и начинаю уж не в меру повышать тон…».
Поздней осенью Попова вызвали в Кострому: там наконец утвердили смету. В Костромскую студию, позже превратившуюся в передвижной Театр студийных постановок, Попов набирал по конкурсу как выпускников московских театральных школ, так и талантливых любителей. В энтузиазме недостатка не было; нарком просвещения Анатолий Луначарский, посетивший Кострому в мае 1919 года, отчитывался в Москве: «Студия под руководством Попова, режиссёра из Студии Художественного театра, достигла поразительного результата и этим летом при моём содействии получила пароход для путешествия по всей губернии».
Попов, как и в Бонячках, начал с того, что воспроизвёл в Костроме известные спектакли 1-й Студии — «Потоп», «Сверчок на печи», призванные «заражать зрителя идеями добра и красоты». Но этот дореволюционный репертуар очень скоро перестал удовлетворять самого Попова. Он ещё задолго до 1917 года усвоил мысль старшего брата о том, что что «музыка, литература, театр имеют ценность не сами по себе, а постольку, поскольку облегчают жизнь, её тяготы, беспросветную нужду и невзгоды»; теперь такое понимание назначения театра было для него ещё более актуально — шла Гражданская война, рецензии на спектакли печатали рядом со сводками боёв против Колчака и Деникина.
Вопрос, какой власти служить, перед Поповым не стоял; Октябрьскую революцию он встретил «без какой-либо паники», он ещё до 25 октября, на выборах в Учредительное собрание голосовал за список большевиков, чем многих своих родственников и знакомых удивил и даже возмутил. Александр Борщаговский передавал рассказ Попова о том, как ещё в 1917 году он вступил в РСДРП(б), а в 1919-м был исключён за «интеллигентщину» и «отрыв от парторганизации» — за то, что отказался от какой-то должности, предпочёл посвятить себя театру и вместе со своей студией отправился в Томск. Попов оставался беспартийным, несмотря ни на какие уговоры, до самого 1954 года, но в разразившемся гражданском конфликте он сделал свой выбор без колебаний, а костромские старые большевики, с их особой заботой о народном образовании, убеждали его в правильности сделанного выбора.
После недолгого объединения с Томской студией, руководимой Иваном Калабуховым, актёром мхатовской школы, также занявшимся режиссурой, Театр студийных постановок в конце 1922 года переехал в Ярославль, где в его работе активное участие принял руководитель Ярославского театрального техникума С. П. Трусов; в обоих случаях Попову чаще приходилось в качестве актёра участвовать в чужих постановках.
Постоянные встречи со зрителями — обсуждение спектаклей, беседы на волнующие их темы, выезды театра на предприятия и в глубинные районы всё больше убеждали Попова в необходимости актуального репертуара; но его не было. В начале 1920 года Попов писал в костромской газете: «Если мы попробуем поставить пьесы, не совсем хорошо написанные, но зато отражающие нашу великую победу, героизм и величие жертвы, то получится жалкая, смешная картина». «Безрепертуарье», поиски талантливых актуальных пьес и надежда установить контакты с писателями привели Попова в столицу в 1923 году.

### Театр имени Вахтангова (1923—1930)

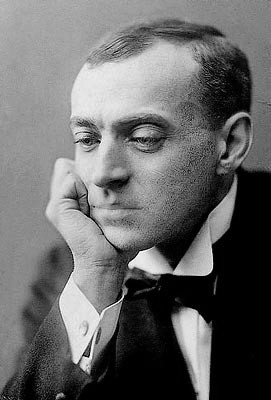
Евгений Вахтангов, 1910 год

Когда в апреле 1918 года Попов покидал Москву, Евгений Вахтангов написал на своей фотографии: «Вспоминайте студию добром, какая бы она ни была, какой бы она ни стала! Я знаю, я убежден, что Вы вернетесь!». И Попов вернулся — именно к Вахтангову, который «муки безрепертуарья» испытывал уже в 1913 году и писал в своём дневнике: «Надо взметнуть, а нечем. […] И заказать некому: что талантливо — то мелко, что охотно возьмут — то бездарно».
Самого режиссёра уже не было, но Мансуровская студия, переименованная в 3-ю студии МХАТа, жила. Здесь Попов увидел последний спектакль Вахтангова — «Принцессу Турандот», в которой блистали теперь и его давние ученики: Юрий Завадский в роли Калафа, Борис Захава в роли Тимура. После шедевра Вахтангова Попов уже не мог вернуться к работе над «Снегурочкой» А. Островского, которую репетировал в Ярославле: «Всё мне казалось неинтересным, плохим подобием потрясшего меня спектакля…».
В это время в театр пришла новая нэпманская публика, которая пыталась навязывать свои вкусы, и в провинции, по свидетельству Попова, даже активнее, чем в столицах. Он хотел перебазировать свой Театр студийных постановок в Москву, но это ему не удалось, и осенью 1923 года Попов покинул театр, в котором «не мог работать так, как хотел», став актёром и режиссёром 3-й Студии.
В Москве Попова хорошо помнили как актёра и совершенно не знали как режиссёра; даже Завадский, возглавивший после смерти Вахтангова художественный совет 3-й Студии, сказал: «Играть вы, конечно, должны» — и первым делом ввёл бывшего своего педагога в «Принцессу Турандот» и в «Чудо Святого Антония». Но не отказался и от Попова-режиссёра; вкусы сошлись на комедиях П. Мериме («Театр Клары Газуль»), которые и стали его московским дебютом.
Дебют оказался успешным, но некоторые критики увидели в «Комедиях Мериме» то, чего сам Попов вовсе не имел в виду: готовность 3-й Студии, по примеру Вс. Мейерхольда, окончательно порвать с направлением Художественного театра. Немировичу-Данченко отмеченное в спектакле «режиссёрское озорство» не помешало предложить Попову вместе со всей 3-й Студией влиться во МХАТ, и тем не менее это недоразумение преследовало Попова на протяжении 20 лет.

#### «Виринея» и «Разлом»
И всё же Попов пришёл в З-ю Студию не затем, чтобы ставить комедии Мериме, а с тем, чтобы привлечь в неё молодую советскую литературу — дать театру то, чего так недоставало самому Вахтангову: актуальный репертуар. Через пятьдесят лет Юрий Калашников напишет: «Алексей Дмитриевич стал одним из тех деятелей советского театра, которые содействовали становлению и развитию современной советской драматургии. Роль Попова в этом отношении огромна».
Попов обратил внимание на повесть Лидии Сейфуллиной «Виринея», под его руководством Валериан Правдухин сделал инсценировку, и поставленный им в 1925 году спектакль, не сразу оценённый критикой, у зрителей имел, как писал Ю. Калашников, «огромный и принципиальный успех». Николай Погодин рассказывал, какое впечатление он произвёл на молодых драматургов: «Значит, думали мы, можно людей из народа играть так, как играют королей и принцев, утончённых героинь и великих лиц классического репертуара». Профессионалов особенно поразило умение режиссёра создавать на сцене «народное море» из ничего — силами всего 20 актёров. «Виринея» стала первым спектаклем Попова, причисленным к классике советского театра, здесь началась его режиссёрская разработка того, что он впоследствии назовёт «зонами молчания».
Успех закрепил «Разлом», поставленный Поповым по пьесе Бориса Лавренёва в 1927 году, когда 3-я Студия уже превратилась в Театр имени Вахтангова. Как и в «Виринее», самой сильной стороной режиссуры Попова — помимо работы с актёрами, открывшей не один яркий талант, включая Бориса Щукина, — оказалось виртуозное построение массовых сцен, оставлявших, по словам Ю. Калашникова, «неизгладимое впечатление». Увлечение Попова кинематографом реализовалось в оригинальном принципе оформления спектакля, найденном Николаем Акимовым.

#### «Зойкина квартира» и «Заговор чувств»
Но между «Виринеей» и «Разломом» была «Зойкина квартира» Михаила Булгакова, в самом театре, где уже не один год боролись различные течения, понравившаяся далеко не всем. Ещё сильнее пьеса, написанная Булгаковым по заказу театра, не понравилась Главреперткому и Наркомпросу, усмотревшим в ней «искажение советской действительности». Много лет спустя и сам Попов находил, что «Зойкина квартира» не была настоящей сатирой, как ему тогда казалось; скорее это была «лирико-уголовная» комедия.
Спектакль, поставленный в 1926 году, шёл с аншлагами, выдержал более ста представлений, пока не был окончательно запрещён, но, по мнению самого режиссёра, это был успех «особого, скандального рода»: задуманный как сатира на нэпманскую публику, спектакль именно эту публику и привлекал. «Режиссёра-сатирика из меня не вышло», — заключил Попов.
Много споров вызвал и поставленный Поповым в 1929 году спектакль «Заговор чувств» по пьесе Юрия Олеши — инсценировке его романа «Зависть», также сделанной по заказу театра. О режиссуре не спорили, напротив, отмечали, что у Попова до сих пор «не было спектакля столь красочного, музыкального, эффектного»; Сергей Эйзенштейн и в дальнейшем считал «Заговор чувств» лучшей работой Попова. Вновь плодотворным оказалось его сотрудничество с Николаем Акимовым как художником; «Комсомольская правда» писала, что это спектакль, «несомненно обогащающий нашу театральную культуру». Но к драматургическому материалу опять возникли претензии.
Споры вызывал главный герой, который и в романе, и в пьесе, и в спектакле — несмотря на все усилия режиссёра и актёра — воспринимался многими как карикатура на «социалистического деятеля». Самого Попова лишь развернувшаяся после премьеры дискуссия заставила всерьёз задуматься над тем, каким должен быть современный руководитель. «Спектакль, который он не успел выстрадать, — писала Нея Зоркая, — во многом определит путь его дальнейших поисков. […] Свой проблемный спектакль о современности и современнике он поставит ещё не раз, но на другом материале, более ему родственном…».
В 1929 году к Попову пришёл очеркист «Правды» Николай Погодин с рекомендательным письмом от Л. Сейфулиной и пьесой «Темп», тема и герои которой понравились всем. Но ставили её другие режиссёры: передав пьесу Театру имени Вахтангова, Попов вместе с драматургом отправился в Театр Революции создавать свои новые классические спектакли. «Он покидал театр знаменитый, первоклассный, любимый зрителями», — вспоминал Погодин.

#### Кинематограф
В Театре имени Вахтангова спектакли ставили многие, и у Попова было достаточно времени, чтобы внимательно и «с некоторой завистью» следить за успехами молодого советского кинематографа. Менять профессию он не собирался, но считал, что театру есть чему поучиться у «десятой музы», и вместе с Акимовым доказал это «кадрированием» сцен в спектакле «Разлом».

Попов в роли капитана парохода («Два друга, модель и подруга»)

На возвращение в кино — уже в качестве режиссёра — Попова вдохновили постоянные жалобы в прессе на отсутствие советских комедий. В 1927 году он по собственному сценарию снял фильм «Два друга, модель и подруга», который имел большой успех и у зрителей, и у критики, демонстрировался и в США и остался в истории советского кино как одна из лучших немых комедий.
Успех не помешал Попову в том же году отправиться на обучение в «вольную мастерскую» Сергея Эйзенштейна при ГТК. В 1929 году, вновь по собственному сценарию, он снял комедию «Крупная неприятность», которая, хотя и была выше по художественному качеству, успеха первого фильма не имела и сохранилась без двух частей из шести.

### Театр Революции (1930—1935)
В мае 1930 года «Литературная газета» сообщила: «Ввиду расхождения по вопросам художественно-идеологического руководства из состава Театра им. Вахтангова выбыл режиссёр Алексей Попов». О Попове уже несколько лет говорили как о режиссёре безусловно вахтанговской школы, его спектакли либо становились программными для театра, как «Виринея» и «Разлом», либо пользовались завидным кассовым успехом. Проблемой для режиссёра стало коллективное руководство, худсовет, трения с которым ещё в 1924 году заставили Юрия Завадского покинуть театр, а самого Попова годом позже подать заявление об уходе.
Не перегруженный в своём коллективе работой и недовольный вмешательствами в неё, Попов в марте 1929 года обратился к худсовету с просьбой разрешить ему разовые постановки в других театрах, но получил решительный отказ. Уже после смерти режиссёра вахтанговец Иосиф Толчанов раскрыл истинную суть конфликта: «Алексею Дмитриевичу было тесно у нас. Он был на положении равного среди нас, хотя был старше и опытнее. Мы же были очень сплочены и… помыслить не могли ни о каком единоличном руководстве».
Пяти спектаклей, поставленных Поповым в Театре имени Вахтангова, оказалось достаточно, чтобы Театр Революции предложил ему пост художественного руководителя. Не торопясь занять этот пост, режиссёр для знакомства с новым коллективом выбрал пьесу «Поэма о топоре», написанную Погодиным по его заказу. Попова радушно приняли и главный художник театра Илья Шлепянов, и заведующий музыкальной частью Николай Попов, с которым он прекрасно сработался на «Заговоре чувств», и ведущие артисты.
Но обнаружились и проблемы: в коллективе преобладали ученики и поклонники Всеволода Мейерхольда; после его ухода в 1924 году спектакли в театре ставили режиссёры разных школ и направлений, реализм здесь соседствовал с конструктивизмом и экспрессионизмом; частые смены художественного руководства мешали театру сложиться в творческое целое и обрести своё лицо. Пестроту тенденций, писал Давид Золотницкий, Попов в конце концов «снял, синтезируя их под знаком реализма». Спектакль «Поэма о топоре», созданный им в содружестве с И. Шлепяновым и Н. Поповым, со множеством приключений и изъятием из пьесы целой сюжетной линии, стал одним из художественных символов эпохи и принёс славу драматургу. В этой «патетической комедии», пишет Н. Зоркая, «были заложены возможности, которые ещё долго будет реализовать искусство, как долго-долго будут множить и экран и сцена светлую непокорную челку Анки — Бабановой, новой комсомольской героини».
Сам же Попов в «раннем» Погодине, с его не выдуманными сюжетами и не вымышленными героями, живым языком и умением пафос компенсировать юмором, нашёл своего драматурга.
Переосмыслив опыт Станиславского, Немировича-Данченко и Вахтангова, Попов, как пишет Театральная энциклопедия, выдвигал концепцию «актёра-мыслителя», чьё творчество «выражено в отчётливой внешней форме и одушевлено „волнением от мысли“». С этой установкой были связаны его «режиссёрские авантюры», ломавшие амплуа Бориса Щукина, Дмитрия Орлова, Марии Бабановой и Михаила Астангова, — у всех этих актёров, объяснял Попов, было одно общее качество: «они умели заразительно, действенно мыслить на сцене».

#### «Ромео и Джульетта». Уход
Как художественный руководитель, Попов привлекал драматургов, отбирал режиссёров, за пять лет работы он превратил Театр Революции в один из лучших театров Москвы; сам же за эти годы поставил всего 4 спектакля, каждый из которых — страница в истории советского театра, школа режиссуры. Три спектакля он поставил по пьесам Погодина (за «Поэмой о топоре» последовали «Мой друг» и комедия «После бала»), четвёртый — по трагедии У. Шекспира.
Та свобода творчества, свобода эксперимента, которая в 20-е годы превратила Москву в «театральную Мекку» Европы — когда молодой Бертольт Брехт искал свой путь между Станиславским, Мейерхольдом и Вахтанговым, — постепенно сходила на нет. В 20-е годы развязные окрики «слева», со стороны поборников «пролетарской культуры», компенсировались заступничеством А. Луначарского, П. Маркова и других серьёзных критиков; в начале 30-х всё и вся вытеснила партийная политика в области искусства.
Стереотипы он разрушал всю жизнь на каждом шагу, походя и как бы непреднамеренно, нечаянно. Развернул «Ромео и Джульетту» и вычитал там концепцию идеальной комсомольской любви.
Когда, решив обратиться к классике, Попов выбрал «Ромео и Джульетту», ему пришлось объяснять и оправдывать свой выбор — тем, что тема любви интересует молодёжь, и для большей убедительности посвятить спектакль Ленинскому комсомолу. Это было необычное прочтение Шекспира; 40 лет спустя «Ромео и Джульетта» Попова стояли в ряду тех немногих довоенных спектаклей, в которых советский театр превратил шедевры мировой драматургии в шедевры сценические. Придуманный режиссёром пролог — бой одиннадцати пар на ступенях лестницы, уходящей вверх, в даль сцены, — стал, по словам критика, «классической, хрестоматийной сценой театрального искусства».
Вместе с тем многих современников спектакль Попова озадачил: в нём не было всепоглощающей страсти, преодолевающей вражду домов; любовь Ромео — Михаила Астангова и Джульетты — Марии Бабановой вообще получилась более целомудренной, чем у Шекспира. «Линия их любви, — пишет Н. Зоркая, — режиссёрски прочерченная и тонко и темпераментно, осталась, однако, линией, темой в широком сценическом полотне, воссоздававшем эпоху с её разительными контрастами, поэзией, кровью, грязью, светом и мраком. Порой казалось, что и сама любовь-то существует для того, чтобы обнажить язвы, заставить содрогнуться, сердцем понять всю губительность вражды, предрассудков и зла».
Главные герои не составили дуэт; рефлексирующий Ромео как будто с первой минуты предчувствовал все грядущие несчастья: он больше походил на Гамлета, чем на Ромео, и не потому, что так хотел режиссёр. Увлечённый идеей «актера-мыслителя», Попов в процессе подготовки спектакля открыл в театре «дискуссионный клуб» и то ли не хотел, то ли не смог его вовремя закрыть: дискуссии продолжались на репетициях до самой премьеры. Уже после смерти Попова Астангов писал: «…На чуткость и доброжелательность ко мне Алексея Дмитриевича я, сам того, конечно, не желая, ответил чёрной неблагодарностью. […] Поначалу очень увлечённый постановкой… Алексей Дмитриевич постепенно приходит к депрессии, и заключительную часть репетиций проводит уже И. Шлепянов…»
Но Попов не считал Астангова главным виновником случившегося. Он, пишет Н. Зоркая, искренее верил в «коллектив творческих единомышленников» и был по натуре слишком демократичным, а в театре, если художественный руководитель не становится диктатором, эту роль берёт на себя другой. Со временем это понял и Попов: в 1958 году его самого обвинили в диктаторских наклонностях. А тогда, в 1935-м, роль диктатора взял на себя директор театра; человек с несложившейся актёрской и режиссёрской карьерой, он постоянно вмешивался в творческий процесс, приставил к Попову контролёров-комсомольцев, искусственно нагнетал аврал, издавал приказы, в которых не хватало только модного слова «вредительство». Попов не насладился зрительским успехом премьеры: с тяжёлым нервным расстройством он оказался в больнице. А когда из больницы вышел, написал заявление об уходе.
В 1948 году Попов ненадолго вернулся для возобновления «Ромео и Джульетты», и коллектив театра послал ему приветствие, которое заканчивалось словами: «Нет встречи радостней на свете,/ Чем встреча с вами на „Ромео и Джульетте“».

### ЦТКА (1935—1945)
В 1935 году Попов был уже одним из признанных лидеров советского театра; ещё в 1933-м он стал заслуженным деятелем искусств — для режиссёров в то время это было самое высокое звание. Театр Революции после его ухода погрузился в очередной кризис, а Попов 15 августа занял пост художественного руководителя Центрального театра Красной Армии. В своих «Воспоминаниях…» он ни словом не обмолвился о причинах ухода: просто очень уважал армию, особенно в предчувствии надвигающейся войны; просто, входя в новый коллектив, он чувствовал в себе «новый прилив сил»; и, наконец, до сих пор в Москве ему приходилось работать в коллективах, уже сложившихся, а этот театр ещё предстояло создать.
ЦТКА был создан Политуправлением Красной Армии ещё в 1929 году, но оставался совершенно незаметным в театральной жизни страны, в то время ещё богатой яркими событиями. В здании Центрального дома Красной Армии, в котором разместился театр, вместо сцены была эстрада, и всё сценическое хозяйство, по воспоминаниям режиссёра, пребывало на полулюбительском уровне. Зато у театра был оркестр под управлением Бориса Александрова, а на площади Коммуны уже строилось новое здание.
На эстраде глубиной в 6—7 метров, оперируя примитивным театральным хозяйством, Попов дебютировал спектаклем «Год 19-й» по пьесе Иосифа Прута. С Погодиным его пути разошлись ещё в 1934 году: Попову нужна была реальная жизнь, а Погодину хотелось воспарить над очеркизмом, на деле — над реальностью. Комедию «После бала» Попов ставил уже скорее по обязанности, а «Аристократы» оказались ему и вовсе чужды. Теперь он искал других драматургов, учитывая специфику театра. Но времена менялись, началась борьба с «формализмом». После опубликования в «Правде» статьи «Сумбур вместо музыки» в театральных кругах ходила острота Алексея Дикого: «Жираф — это сумбур вместо лошади», — никто не знал, где недреманное око критика обнаружит «формалистические выверты». Начиналась нивелировка, хороших пьес становилось всё меньше, талантливых драматургов тоже.

#### «Укрощение строптивой»
В 1937 году, во время долгих гастролей театра на Дальнем Востоке, несмотря на недоумение и даже протесты значительной части труппы, Попов поставил очередной свой классический спектакль, единственный запечатлённый на киноплёнке, — комедию У. Шекспира «Укрощение строптивой». Он в очередной раз перешагнул через стереотипы и из этой «домостроевской» пьесы создал спектакль во славу женщины. Принципиально новыми, как писал Георгий Товстоногов, были взаимоотношения Петруччо и Катарины: «Всеми театрами во все времена игрались распри между ними, спектакль же Попова был построен на том, что герои пьесы с первого взгляда полюбили друг друга». Они укрощали друг друга и укрощали самих себя — во имя любви.
Но на календаре был уже 1937 год. Друг Попова Мария Кнебель в Театре имени Ермоловой никак не могла выпустить свой шекспировский спектакль: исчезали занятые в нём артисты, то один, то другой — переходили в труппы лагерных театров, где не было недостатка ни в режиссёрах, ни в музыкантах, ни в художниках. Позже ученица Попова, бывшая актриса МХАТа Елизавета Маевская мрачно шутила по поводу лагерной жизни: «Там было невыносимо страшно и тяжело, но… какое было общество!»
. А оставшиеся на свободе учились жить в «предлагаемых обстоятельствах».

#### Новое здание
В 1939 году для военного театра было построено огромное новое здание в форме пятиконечной звезды. Проектировали его люди, от театра далёкие, но заразившиеся гигантоманией 30-х годов. В 1934-м они как будто устроили общественное обсуждение проекта: мхатовских стариков беспокоить не стали — пригласили тех, кого считали «новаторами», в том числе Вс. Мейерхольда, А. Таирова, Ю. Завадского. «…Большинство, — вспоминал Попов, — высказалось против гиперболических масштабов театра. Но режиссёров пристыдили за то, что они мыслят масштабами только сегодняшнего дня, не заглядывая в будущее».
Большой зал театра, с зеркалом сцены шириной в 30 м (но возможностью его сужения до «всего» 20 м) и высотой 10,2 м, привёл режиссёра в ужас; эту сцену будут сравнивать с городской площадью, сам Попов называл её «артиллерийским полигоном». В своих «Воспоминаниях» он и сам до конца не понимал, почему, посмотрев на сцену сверху и увидев, как будут выглядеть его актёры, он «всё-таки не сбежал от этой перспективы». Ко всему прочему в зале оказалась плохая акустика, множество «звуковых ям».
Первым спектаклем, поставленным в новом здании, было «Дело» А. Сухово-Кобылина, о котором Попов мечтал давно. Но гигантские размеры сцены свели на «нет» и всю изобретательность художника, Владимира Татлина, и филигранную работу над образом Александра Хованского — Тарелкина. Спектакль провалился.
Парадность здания и размеры сцены ясно давали режиссёру понять, чего от него ждут, для чего в этот театр пригласили признанного мастера массовых сцен. «И можно лишь удивляться, — пишет Наталья Крымова, — тому, как часто на огромной сцене, где лицо человека трудно рассмотреть, он всё же ухитрялся оставаться художником душевным и простым».

#### Война
17 июня 1941 года Попов подал прошение об отставке: «Я режиссёр психологического театра. […] Скрывать свою творческую неудовлетворенность от коллектива, которым я руковожу и который должен вдохновлять, я больше не могу. Это было бы нечестно с моей стороны и равносильно для меня унылой службе». Но через 4 дня началась война, изменившая работу всех театров страны. Все столичные коллективы были эвакуированы в отдалённые города, все создавали концертные бригады и фронтовые филиалы; во всех театрах шли и только что написанные пьесы о войне, и старые пьесы о подвигах предков, и классические комедии: люди, чья жизнь превратилась в повседневный подвиг, искали возможности отвлечься от трагизма будней.
По возвращении в Москву Попов использовал особые возможности своего «артиллерийского полигона», на котором, как говорил сам режиссёр, можно было воспроизвести любые баталии, а мог бы и самолёт приземлиться. «…С его „народными сценами“, — писал М. Буткевич, — могли соперничать разве что массовки „Мосфильма“. …Полководец Суворов вёл свои полки через Альпы, в морских боях брались на абордаж вражеские корабли, выстраивались на сцене в натуральную величину руины Сталинграда».
Режиссёр оправдывал оказанное ему доверие, прежде всего «Сталинградцами» (1944) по далеко не совершенной пьесе Ю. Чепурина, и всё-таки лучшим за эти годы оказался совсем другой спектакль, на несколько десятилетий ставший такой же «визитной карточкой» ЦТСА, как «Укрощение строптивой», — спектакль, который о подвигах предков, героев 1812 года, рассказывал в лёгкой водевильной форме пьесы А. Гладкова «Давным-давно».

### МХАТ и «мхатизация»

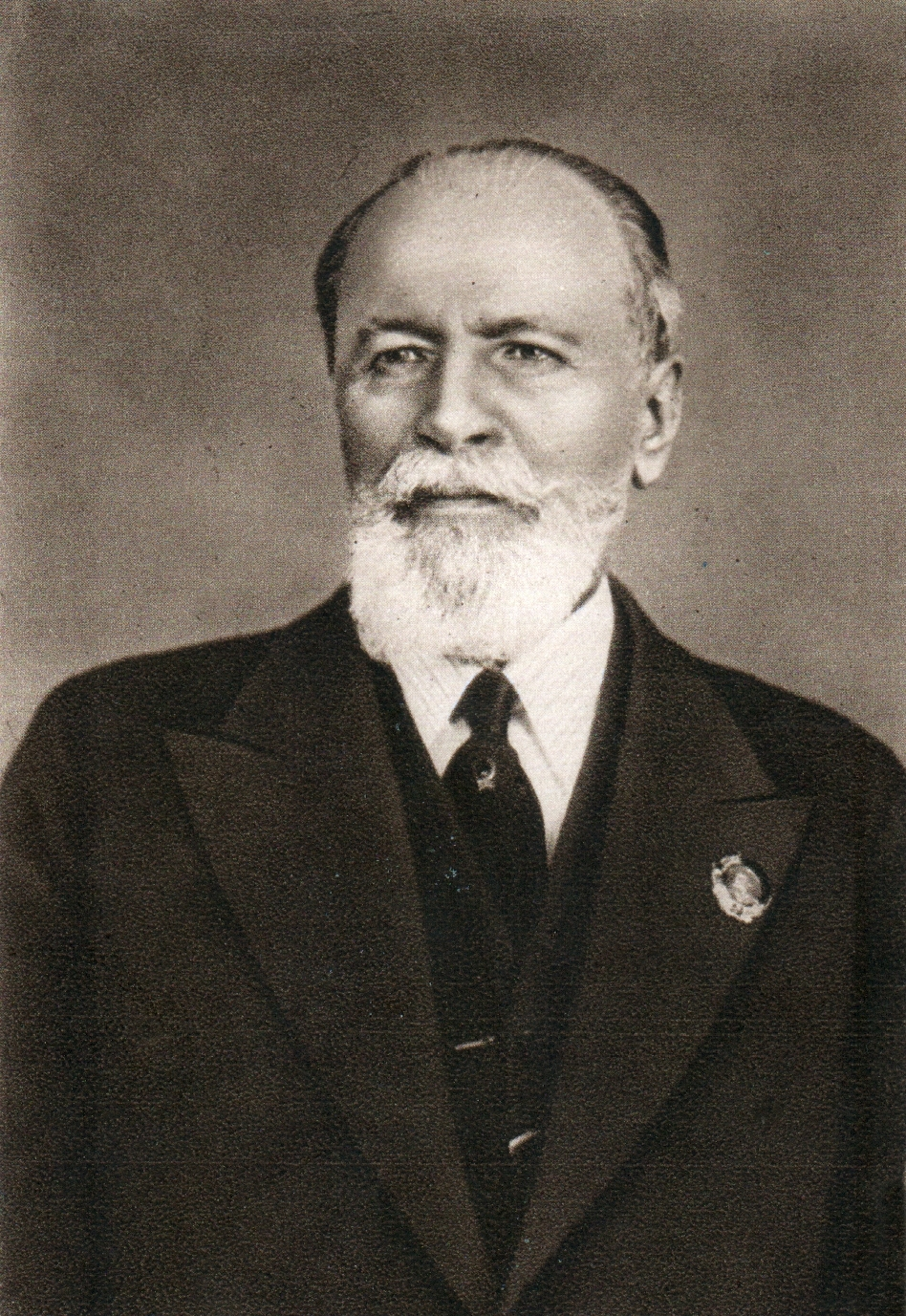
Вл. Немирович-Данченко в 1937 году

Нея Зоркая обращала внимание на то, что свои «Воспоминания и размышления о театре» Попов начал не с рождения, не с детства, а с тех чёрных дней, когда он, отчисленный Вл. Немировичем-Данченко из МХТ, не знал, что делать со своей жизнью дальше, — вынес эту историю в пролог, как если бы она и была ключевым событием его жизни.
Как бы то ни было, горькие воспоминания не отражались на отношении Попова к Немировичу как к режиссёру. Он едва ли не первый научился говорить: «Станиславский и Немирович-Данченко» — в те времена, когда для многочисленных поклонников «системы» старший из основателей МХТ растворялся в тени «великого Станиславского». И самому Попову как режиссёру в конце концов именно Немирович-Данченко оказался ближе.
В свою очередь, и главный режиссёр СССР следил за работой отвергнутого ученика и за всеми его поисками и увлечениями видел надёжный мхатовский фундамент. Задумываясь о преемнике в последние годы жизни, Немирович-Данченко всё чаще останавливал свой взгляд на Попове. Они встретились вскоре после начала войны. Немирович предложил Попову поставить во МХАТе на выбор либо «Егора Булычова» М. Горького, либо ещё не написанную, но обещанную А. Толстым пьесу об Иване Грозном, в любом случае — с Николаем Хмелёвым в главной роли.
Война изменила планы: театры были эвакуированы из Москвы в разные города, Попов постоянно выезжал на фронт со своими концертными бригадами; к работе во МХАТе — над пьесой А. Толстого «Иван Грозный» («Трудные годы») — он смог приступить лишь в 1944-м; Немирович-Данченко уже второй год покоился на Новодевичьем кладбище, а художественным руководителем театра был Хмелёв. Во МХАТе к тому времени уже сложилась, по воспоминаниям Попова, «не совсем нормальная» обстановка: «Уходили в прошлое художественные авторитеты. Каждый из оставшихся стал „сам себе авторитет“».
Но какой-то злой рок тяготел над пьесой Толстого: в самом начале работы театра над ней умер автор, а на генеральной репетиции — 44-летний Хмелёв, при том что весь спектакль строился вокруг него. Полноценно заменить Хмелёва не мог никто; состоявшуюся летом 1946 года премьеру, с Михаилом Болдуманом в главной роли, Инна Соловьёва назвала «тусклой». Сотрудничество Попова с МХАТом на этом и закончилось; скорее, к счастью: для Художественного театра начинались худшие в его истории времена.

#### «Мхатизация»
Поставленный Немировичем-Данченко в 1937 году спектакль «Анна Каренина» имел большой успех, в том числе в Кремле; специальное правительственное сообщение призывало все театры равняться на МХАТ, и это был призыв, равносильный приказу. В 1941-м Немирович жаловался Попову, что даже его всё время «хватают за руки»: любую попытку преодоления застарелых мхатовских штампов высокие «театроведы» расценивали как отступление от традиций Художественного театра.
Начавшаяся в конце 30-х годов «мхатизация» после войны приняла тотальный характер, хотя сам МХАТ пребывал не в лучшем состоянии. По свидетельству Попова, Немирович-Данченко считал, что театр как художественный организм вступил в пору дряхления; но после смерти патриарха уже не было во МХАТе той силы, которая могла бы его омолодить.
Сдавленный жёсткой цензурой и навязанным репертуаром, весь советский театр переживал тяжёлые времена, но МХАТ, ещё в середине 30-х объявленный «первой сценой страны», находился под особенно бдительным контролем; с Немировичем всё-таки считались, после его смерти отбиваться от откровенно бездарных сервильных пьес было некому. Театр ставил поделки, в которых мучительной смертью умирали все художественные открытия основателей МХТ; корифеи теряли квалификацию. Такой МХАТ мог только дискредитировать своих учителей, и многие это сознавали. «Тотальное героическое пьянство», пишет Анатолий Смелянский, стало нормой жизни во многих крупнейших театрах, и это было явление не только бытовое, но и эстетическое.
Результатом всеобщей «мхатизации», «борьбы с формализмом», а в конце 40-х годов ещё и с «космополитизмом» стало охлаждение зрителей к театру.

### ЦТКА—ЦТСА (1946—1954)
Ломая и насилуя себя, свой характер, которому были противопоказаны фальшь, помпезность и холод формы, он старался «утеплить» и «очеловечить» то, что изначально было лишено жизненного тепла и правды.
Проблема плохой посещаемости легче всего решалась в военном театре, в который всегда можно было привести воинские части, и это была благодарная публика. Попов же продолжал свою неравную борьбу с огромной сценой ЦТКА. «Критика, — писал он, — часто не понимала, что масштаб постановке придавал не режиссёр, а архитектор театра». Сцена оказалась его личной проблемой; в 1946 году Попов ещё раз воззвал к своему военному начальству: «Я же худрук другой театральной школы и воспитания!» — но услышан не был.
Многие драматурги легко приспосабливались к новейшим тенденциям; Попов, как и некоторые его коллеги, пытался сопротивляться потоку бездарных пьес. В 1954 году он высказал наболевшее: «…Природа темперамента, внутренние монологи, „зерно“ и физическое самочувствие не могут иметь никакого отношения к схематически задуманным и написанным образам… Ремесленно сфабрикованный „положительный“ или „отрицательный“ персонаж не может иметь никаких внутренних монологов». Но в те годы, пишет Наталья Крымова, его убеждали и он сам порою себя убеждал — для упрямства было неподходящее время.
Самым тяжёлым ударом для Попова-режиссёра оказалась неудача с пьесой, о которой он мечтал давно, — с гоголевским «Ревизором». Отметив как бесспорную удачу Хлестакова в исполнении Андрея Попова, спектакль в целом критики не приняли; как и зрители. В 1967 году Театральная энциклопедия писала: «К лучшим работам А. Д. Попова относится спектакль „Ревизор“». В 1952-м Попову этого не сказали. После неудачи «Ревизора» он словно потерял веру в себя как в режиссёра: за оставшиеся 7 лет поставил в ЦТСА всего 3 спектакля, и во всех случаях имел сопостановщиков. Хотя для этого самоустранения были и другие причины.

### Педагогика
Педагогикой Попов начал заниматься в тот день, когда Евг. Вахтангов предложил ему в учебных целях поставить в Мансуровской студии «Незнакомку» А. Блока. Вся его работа в Костромской студии была одновременно педагогической, и вообще режиссура была для него неотделима от педагогики, благодаря ему в полной мере раскрылись таланты Бориса Щукина, Марии Бабановой, Михаила Астангова и многих других актёров. В 1935 году Попов начал преподавать в ГИТИСе мастерство режиссуры, в довоенные годы — вместе с Андреем Лобановым.
Попов и на этом поприще не оглядывался на стереотипы. «Он пытался, — говорил Георгий Товстоногов, — в своём педагогическом и режиссёрском искусстве передать нам любовь к аналитике». При этом он прибегал к весьма рискованному методу: предлагал зелёным юнцам разбирать его собственные спектакли. Студенты, зная, что мастер не жалует подхалимов, состязались в критике. «В конце концов, — писала Кнебель, — создавалось впечатление чуть ли не трагического провала спектакля». Попов нервничал, защищался — и записывал всё, что могло улучшить спектакль.
Он видел свою задачу и в том, чтобы у молодых людей, ничего не знающих и не желающих знать, кроме театра (или, шире, искусства), пробудить интерес к окружающей действительности. Борис Покровский вспоминал, как Вс. Мейерхольд советовал молодым режиссёрам, ходя по улицам, смотреть на ворота: они могут быть очень разными, у них тоже есть характеры, — так, по мнению режиссёра, развивались внимание и фантазия. Но когда студенты рассказал об этом Попову, тот ответил: «Ну и что? Ходи, смотри на ворота, а в это время произойдет что-то действительно важное». Он не уставал повторять своим студентам, что режиссуре вообще учатся «не в ГИТИСе, а в жизни».
Попов был счастлив в институте, со своими некапризными актёрами — будущими режиссёрами, и сцена учебного театра больше соответствовала его наклонностям. «Не „учебные работы“, а шедевры режиссуры рождаются на маленькой сцене ГИТИСа», — писала Н. Зоркая.

#### Ученики
Вероятно, после Станиславского, Немировича-Данченко и Вахтангова не было другого мастера режиссуры, про которого с бо́льшим основанием можно было бы сказать — учитель. […] Ученики Попова, даже при небольшом таланте, симпатичны и привлекательны уже тем, что их учил Попов. Он умел оставлять в них не только некое зерно творческих раздумий, но и какую-то частичку своего человеческого облика.
Георгий Товстоногов оказался в числе самых первых, довоенных учеников Попова. Вундеркинд, уже в те годы признанный — по крайней мере, среди студентов — гений, легкомысленный и даже с хулиганскими наклонностями, он не принадлежал к тому типу студентов, которых предпочитал Попов. Не став его любимым учеником, Товстоногов и несколько десятилетий спустя, уже в ранге мэтра советской режиссуры, помнил уроки своего учителя — и «открытые А. Д. Поповым „зоны молчания“», и фразу «В формуле Станиславского: к роли надо идти от себя — главное — глагол». Как и его наставник, Товстоногов отдавал предпочтение Немировичу-Данченко перед Станиславским и, отвечая на вопрос, какая из книг о режиссуре ему наиболее близка, называл «Художественную целостность спектакля» Алексея Попова.
В 1946 году Попов возглавил собственную мастерскую, где его ближайшей помощницей стала Мария Кнебель. Здесь у него появился ученик самозванный, но, как показало время, один из самых верных: Анатолий Эфрос в 1945 году поступил в мастерскую Николая Петрова, но чаще посещал занятия у Попова и Кнебель, лучших, как пишет Марианна Строева, преподавателей факультета. «Не пройди он эту школу, — писал однокурсник Лев Щеглов, — может, и не было бы того Эфроса, которого мы знаем».
В 1940 году Попов получил звание профессора, в 1957-м — степень доктора искусствоведения. Как говорил А. Эфрос, «преподают в театральных институтах многие, но не у многих оказываются настоящие ученики». Учениками Попова, помимо Товстоногова и Эфроса, были Вольдемар Пансо, Борис Львов-Анохин, Леонид Хейфец, Михаил Буткевич, со всей страстью отдавшийся педагогике и сам вырастивший незаурядных режиссёров, и многие-многие другие, работавшие в разных городах страны и за рубежом. Но режиссёр, которого постоянно попрекали тяжёлым, неуживчивым характером, однажды сказал: «Не тот ученик, кто у меня учился, а тот, кто дерётся».

### На переломе
В марте 1953 года умер Сталин; в мае 1954-го «беспартийный т. Попов», как звал его Мейерхольд, стал наконец, на 62-м году жизни, партийным, к чему его призывали давно. Другой представитель старшего поколения, Николай Охлопков, в конце того же года поставил в бывшем Театре Революции «Гамлета», который в Москве не шёл больше 20 лет, — и выплеснул наболевшее в образе «Дании-тюрьмы».
В 1955 году Георгий Товстоногов в Ленинградском театре имени Пушкина поставил свою классическую по форме и вызывающую по содержанию «Оптимистическую трагедию», обозначив ею начало новой театральной эпохи, которую будут называть «эпохой Товстоногова».
А в Москве другой ученик Попова, Анатолий Эфрос, в самом неожиданном месте, в Центральном детском театре, под прикрытием уволенной из МХАТа Кнебель, начал создавать театр, который ещё несколько лет назад был немыслим — почти забытым простым языком вёл со зрителем задушевный разговор о реальных, знакомых ему проблемах. Именно здесь, считал Анатолий Смелянский, ещё до исторического прихода Товстоногова в БДТ, который и станет «первой сценой страны», началось возрождение советского театра как такового.
Мастер затосковал. Бывало теперь часто: то задумается на несколько минут прямо посреди лекции; то, собравшись что-то важное сказать нам, откроет рот, но, помолчав, махнет вдруг рукою и отпустит всех на перерыв; то… посмотрит на тебя внимательно и произнесет ни с того, ни с сего в пространство: «Да, наворочали мы дел… а расхлёбывать вам придётся».
Попов тоже заговорил о давно наболевшем, но не на сцене, а за письменным столом, на лекциях в ГИТИСе, в редких публичных выступлениях. Говорил о театре, который изолгался, о драматургии, которая изолгалась ещё постыднее, «нас ничто не трогает: ни горе, ни красота». Попов, многому учившийся не только у Вахтангова, но и у Мейерхольда, выступавший в защиту ГосТиМа в годы гонений, теперь ратовал за «антитеатральность», считая театральность скомпрометированной многолетней ложью.
Марианна Строева вспоминала, как во время одного из режиссёрских диспутов между старшим и молодым поколениями в стенах ВТО обычно немногословный и не склонный к публичным выступлениям Попов, «вдруг вспылив, раздражённо взмахнул длинными своими руками, и, скрестив, ударил себе по плечам: „Что вы хотите от нас?! У нас же крылья давно перебиты!“».
В наступавшую эпоху советскому театру суждено было превратиться в нечто большее, чем просто театр, и занять, по словам А. Смелянского, «несоразмерно большое место в духовной жизни страны». В таком театре с перебитыми крыльями уже нечего было делать, и сам Попов это понимал. Он уступил сцену молодым, окрылённым начинавшейся «оттепелью», — и в фигуральном смысле, и в прямом: уступил сцену ЦТСА своим ученикам Виктору Белявскому (самому любимому, по мнению Кнебель самому талантливому, но трагически погибшему в 1955 году), Борису Львову-Анохину и Александру Шатрину.

### Последние годы
Летом 1957 года врачи обнаружили у Попова тяжёлую болезнь сердца, на несколько месяцев отлучившую его от работы. Вернувшись в театр уже в начале 1958 года, он столкнулся с бунтом группы ведущих артистов. «…Время, — пишет Нея Зоркая, — наступило удалое, лихое, хмель бродил в голове, сказывалось нервное, повышенное актёрское самочувствие, стабильное актёрское недовольство всем и вся, уверенность, что если перемена, то она обязательно к лучшему…» Попов покинул свой пост, перевёл себя в ранг очередного режиссёра, но в этом качестве живой классик оказался неудобен, и Попова тихо, без проводов, отправили на пенсию.
При всех своих регалиях он так и не приобрел сановитость. Анатолий Эфрос рассказывал, как, не имея личного автомобиля и лишившись государственного после увольнения из театра, Попов невозмутимо ездил на работу в ГИТИС на общественном транспорте. И внешним обликом он не выделялся среди пассажиров: «Он не был похож на человека искусства, — вспоминал Михаил Буткевич, — скорее на послевоенного директора МТС или на районного агронома…»
В эти последние годы Попов много времени проводил за письменным столом. Наступила эпоха свержения кумиров: не только Попову пришлось покинуть ЦТСА, а Лобанову — Театр имени Ермоловой, снизу свергали самого Станиславского, и Попову приходилось во множестве статей защищать его наследие, вульгаризированное в предшествующую эпоху.
Ещё в 1956 году он написал работу «Художественная целостность спектакля»; изданная в 1957-м, книга, по словам Елены Поляковой, разошлась «так быстро, словно автор её написал детективный роман». Уже в 1959 году вышло второе, дополненное издание. И поныне эта книга, пишет Александр Бармак, остаётся «учебником режиссуры, но написанным как художественная проза». Такие работы Попова, как «Спектакль и режиссёр» и «Художественная целостность спектакля», считает Инна Соловьёва, имели большое значение для развития русской сцены в 60—70-е годы.

Могила Алексея Попова на Новодевичьем кладбище (участок № 8)

В 1961 году Алексей Попов был назначен художественным руководителем ГИТИСа. Но пробыл на этом посту недолго: смертельный сердечный приступ настиг его у станции Переделкино 18 августа 1961 года. Памятник на Новодевичьем кладбище запечатлел режиссёра с его жестом и как будто с чужой рукой: у Попова, пишет Нея Зоркая, руки были «трудовые, натруженные». Но не по неведению автор памятника подарил художнику изящную руку артиста.
И в ЦТСА, ныне ЦАТРА, время всё расставило по своим местам: «Его страсть к гармонии, к созданию художественной целостности спектакля… его простота, интеллигентность, глубокая человеческая порядочность — всё это на многие годы определило уровень Центрального Академического театра Российской Армии».

### Семья
В 1917 году Алексей Попов женился на Анне Александровне Преображенской (1885—1972). Врач по профессии, после рождения сына она целиком посвятила себя семье.
Единственным ребёнком в этом браке был сын Андрей Попов (1918—1983). Вопреки желанию отца он стал актёром, на протяжении нескольких десятилетий выступал на сцене ЦТСА, был одним из ведущих актёров театра, в 1963—1973 годах — его главным режиссёром.
Кроме сына, у Попова была внебрачная дочь — Наталья Алексеевна Зверева (род. 29 июня 1937 года). Вопреки желанию отца, считавшего режиссуру не женской профессией, в 1957 году она поступила на режиссёрский факультета ГИТИСа, в мастерскую Андрея Лобанова; но стала в итоге не режиссёром, а театральным педагогом. В настоящее время — профессор ГИТИСа, заслуженный деятель искусств России, кандидат искусствоведения.

## Архив
Фонд Алексея Дмитриевича Попова хранится в Российском государственном архиве литературы и искусства под номером 2417. В нем собраны материалы за 1892–1961 годы. Всего в двух описях фонда собраны более тысячи единиц хранения. Среди них: многочисленные материалы актерской и режиссерской деятельности А. Д. Попова, рукописи и исследования — «О художественной целостности спектакля» [1956], «Спектакль и режиссер» (1960) и многие другие, статьи, рецензии, заметки о спектаклях, фотографии и дневники.

## Творчество

### Режиссёрские работы в театре
Театр студийных постановок (Кострома)
- 1919 — «Потоп» Ю. Х. Бергера
- 1919 — «Сверчок на печи» по Ч. Диккенсу
- 1920 — «Ученик дьявола» Б. Шоу
- «Вечер Горького»
- «Вечер чеховских миниатюр»
- 1921 — «Вечер памяти Парижской коммуны» (совместно с В. Кожичем)
- «Проделки Скапена» Мольера
- «У моря» Г. Энгеля[208][209][47]

#### Театр им. Е. Вахтангова
- 1924 — «Комедии Мериме»
- 1925 — «Виринея» Л. Н. Сейфуллиной и В. П. Правдухина
- 1926 — «Зойкина квартира» М. А. Булгакова
- 1927 — «Разлом» Б. А. Лавренёва; художник Н. Акимов
- 1929 — «Заговор чувств» Ю. К. Олеши; художник Н. Акимов
- 1930 — «Авангард» В. Катаева; художник Н. Акимов[210]

Театр Революции
- 1931 — «Поэма о топоре» Н. Ф. Погодина; художник И. Ю. Шлепянов, музыка Н. Н. Попова; премьера состоялась 6 февраля[211]
- 1932 — «Мой друг» Н. Ф. Погодина
- 1934 — «После бала» Н. Ф. Погодина
- 1935 — «Ромео и Джульетта» У. Шекспира (совместно с И. Ю. Шлепяновым); художник И. Ю. Шлепянов[99]

#### Центральный театр Советской армии
- 1936 — «Год 1919-й» И. Л. Прута
- 1937 — «Банкир» А. Корнейчука (совместно с А. Глековым)
- 1937 — «Укрощение строптивой» У. Шекспира
- 1939 — «Падь Серебряная» Н. Погодина
- 1939 — «Полководец Суворов» И. В. Бахтерева и А. В. Разумовского
- 1940 — «Дело» А. В. Сухово-Кобылина
- 1941 — «Сон в летнюю ночь» У. Шекспира
- 1941 — «Крылатое племя» А. А. Первенцева (совместно с Пильдоном)
- 1942 — «Дым отечества» братьев Тур и Шейнина
- 1942 — «Олеко Дундич» М. Каца и А. Ржешевского
- 1942 — «Давным—давно» А. К. Гладкова
- 1942 — «Фронт» А. Корнейчука
- 1943 — «Бессмертный» А. Н. Арбузова и А. К. Гладкова
- 1944 — «Сталинградцы» Ю П. Чепурина
- 1945 — «Полководец» К. А. Тренёва
- 1947 — «Первый гром» М. И. Алигер (совместно с М. Кнебель)
- 1947 — «Южный узел» А. А. Первенцева (совместно с А. З. Окунчиковым)
- 1948 — «Последние рубежи» Ю. П. Чепурина
- 1949 — «Степь широкая» Н Г. Винникова (совместно с А. З. Окунчиковым)
- 1950 — «Незабываемый 1919-й» Вс Вишневского (совместно с А. З. Окунчиковым)
- 1950 — «Флаг адмирала» А. П. Штейна (совместно с Б. М. Афониным)
- 1950 — «Совесть» Ю. П. Чепурина (совместно с А. З. Окунчиковым)
- 1951 — «Ревизор» Н. В. Гоголя (совместно с А. З. Окунчиковым)
- 1953 — «Весенний поток» Ю. П. Чепурина (совместно с А. З. Окунчиковым)
- 1956 — «Москва. Кремль» А. Н. Афиногенова, И. В. Штока (совместно с А. Б. Шатриным)
- 1957 — «Поднятая целина» по М. А. Шолохову (совместно с А. Б. Шатриным)[212]

#### В других театрах
- 1946 — «Иван Грозный» («Трудные годы») А. Н. Толстого (совместно с М. Кнебель, МХАТ)[66]
- 1954 — «Шторм» В. Билль-Белоцерковского (Театр Чехословацкой народной армии — Театре-на-Виноградах, Прага)[213].

### Фильмография
Актёр
- 1915 — Братья Карамазовы — Павел Смердяков
- 1916 — Ураган (Кто её осудит?) — Александр Николаевич Михайлов
- 1917 — Мечта и жизнь — Алексей Бобров
- 1917 — Тайна исповеди — Витторио
- 1917 — Усни, беспокойное сердце (Цыган и пан) — кучер Пётр
- 1917 — Волшебная сказка
- 1917 — Аннушкино дело
- 1919 — Люди гибнут за металл
- 1925 — Лицом к селу — эпизод
- 1927 — Два друга, модель и подруга — капитан парохода
- 1930 — Крупная неприятность — режиссёр драмкружка[214][215]

Режиссёр
- 1927 — Два друга, модель и подруга
- 1930 — Крупная неприятность (совместно с М. С. Каростиным)[216]

Сценарист
- 1927 — Два друга, модель и подруга (совместно с М. С. Каростиным)
- 1930 — Крупная неприятность (совместно с И. Б. Гордоном)[216]

### Теоретические работы
- Художественная целостность спектакля (1956)
- Воспоминания и размышления о театре (1961)
- Искусство великой эпохи (Советский актёр и его герои) (1950)
- Театр и драматург (1051)
- Об актёрской технике (1953)
- Опыт режиссёрского построения народных сцен (1954)
- Вахтангов — надежда Станиславского (1956)
- О сокровенной сути нашего искусства (1956)
- Об искусстве перевоплощения актёра
- Спектакль и режиссёр (1961)[165][217]

## Звания и награды
- Заслуженный деятель искусств РСФСР (1933)[218]
- Народный артист РСФСР (1942)[219]
- Народный артист СССР (1948)[2]
- Сталинская премия первой степени (1943) — за постановку спектакля «Давным-давно» по пьесе А. К. Гладкова[82][220]
- Сталинская премия второй степени (1950) — за постановку спектакля «Степь широкая» по пьесе Н. Г. Винникова[82]
- Сталинская премия второй степени (1951) — за постановку спектакля «Флаг адмирала» по пьесе А. П. Штейна[82]
- Орден Ленина (31.10.1953) — за выдающиеся заслуги в области развития советского театрального искусства и в связи с 60-летием[2]

В 1972 году Министерством культуры СССР, Всероссийским театральным обществом и Главным политическим управлением Советской армии и Военно-морского флота была учреждена Медаль имени А. Д. Попова — за лучшие театральные работы на военно-патриотическую тему. До 1991 года ежегодно ко Дню Победы присуждались одна золотая и три серебряные медали

## Комментарии
1. ↑  Нея Зоркая пишет, что Попов вступил в партию в 1919 году, а выбыл потому, что ему «не удалось пройти перерегистрацию в Томске, куда переехала Костромская студия», — не объясняя, однако, почему не удалось[56].